# Эпимедиум крупноцветковый
Эпимедиум крупноцветковый, или Горянка крупноцветковая (лат. Epimedium grandiflorum) — вечнозелёное, многолетнее травянистое растение, вид рода Эпимедиум (Epimedium) семейства Барбарисовые (Berberidaceae).
Горянка крупноцветковая используется, как декоративное садовое растение, а также в качестве лечебного препарата в традиционной китайской медицине.

## Естественные разновидности
- Epimedium grandiflorum var. thunbergianum (Miq.) Nakai[3]

Синонимы:

Epimedium macranthum var. musschianum (C.Morren & Decne.) Makino

Epimedium macranthum var. thunbergianum Miq.

Epimedium macranthum var. violaceum (C.Morren) Franch.

Epimedium macranthum f. violaceum (C.Morren) Voss

Epimedium musschianum C.Morren & Decne.

Epimedium violaceum C.Morren & Decne.

## Распространение и экология
Китай, Япония (Хоккайдо, Хонсю, Кюсю, Сикоку), Северная Корея.

## Ботаническое описание
Высота растений около 30 см.

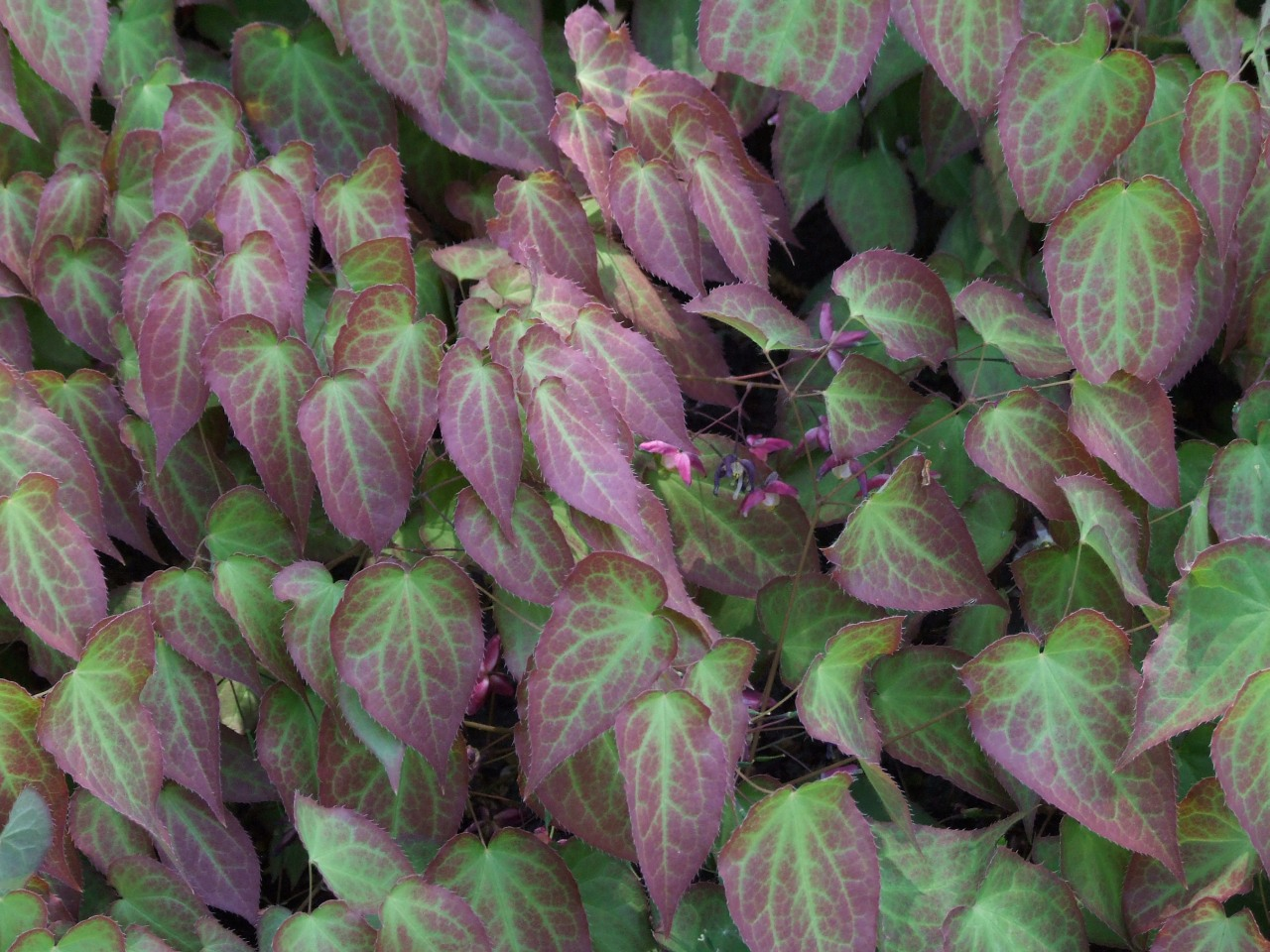
Эпимедиум крупноцветковый с молодыми листьями

Листья вечнозелёные, сложные, состоят из 3 и более сердцевидных листочков. Весной с розовым оттенком, летом зелёные, осенью приобретают бронзовую окраску.
Соцветия несут от 4 до 15 цветков.
Цветки фиолетово-розовые, со шпорой. Существуют сорта с цветками другого цвета.
Корневище горизонтальное, ползучее.

## В культуре
Цветение в мае-июне.
Зоны морозостойкости: 5—8, согласно другому источнику от 4 до более тёплых.
В средней полосе России в бесснежные зимы подмерзает. Желательно осеннее мульчирование и сухое укрытие.
Местоположение: полутень. Почвы плодородные, хорошо дренированные.

## Сорта
- 'Lilafee' (syn. 'Lilac Fairy'[5]). Высота растений 20—25 см, ширина около 30 см. Молодые листья с фиолетовым оттенком, позже становятся зелёными, осенью краснеют. Цветение весной. Цветки сиреневого цвета с жёлтым горлом, располагаются над листвой[7]. Зоны морозостойкости: 5—9[8]. Согласно другому источнику: высота растений около 25 см, зоны морозостойкости 4—8[9].

## В медицине
Используется в виде порошка и экстрактов. Увеличивает производство спермы и подвижность сперматозоидов, повышает сексуальное влечение у людей и млекопитающих, эффективен при лечении хронической почечной недостаточности.

## Таксономия
Вид Эпимедиум крупноцветковый входит в род Эпимедиум (Epimedium) трибы Барбарисовые (Berberideae) подсемейства Барбарисовые (Berberidoideae) семейства Барбарисовые (Berberidaceae) порядка Лютикоцветные (Ranunculales).
|  |                       |  |                                          |                                          |                           |  | ещё 1 подсемейство (согласно Системе APG II) | ещё 1 подсемейство (согласно Системе APG II) |                                       |  |  |  | ещё 10—13 родов    | ещё 10—13 родов               |  |  |
|  |                       |  |                                          |                                          |                           |  | ещё 1 подсемейство (согласно Системе APG II) | ещё 1 подсемейство (согласно Системе APG II) |                                       |  |  |  | ещё 10—13 родов    | ещё 10—13 родов               |  |  |
|  |                       |  |                                          | семейство Барбарисовые                   |                           |  |                                              |                                              | триба Барбарисовые                    |  |  |  |                    | вид Эпимедиум крупноцветковый |  |  |
|  |                       |  |                                          | семейство Барбарисовые                   |                           |  |                                              |                                              | триба Барбарисовые                    |  |  |  |                    | вид Эпимедиум крупноцветковый |  |  |
|  | порядок Лютикоцветные |  |                                          |                                          | подсемейство Барбарисовые |  |                                              |                                              | род Эпимедиум                         |  |  |  |                    |                               |  |  |
|  | порядок Лютикоцветные |  |                                          |                                          |                           |  |                                              |                                              |                                       |  |  |  |                    |                               |  |  |
|  |                       |  | ещё 9 семейств (согласно Системе APG II) | ещё 9 семейств (согласно Системе APG II) |                           |  |                                              | ещё 1 триба (согласно Системе APG II)        | ещё 1 триба (согласно Системе APG II) |  |  |  | ещё более 60 видов |                               |  |  |
|  |                       |  |                                          | ещё 9 семейств (согласно Системе APG II) |                           |  |                                              |                                              | ещё 1 триба (согласно Системе APG II) |  |  |  |                    |                               |  |  |